# Sułtan Girej-Kłycz
Sułtan-Girej Kłycz, ros. Султан-Гирей Клыч (ur. w 1880 r. w Ujala lub Majkopie w Rosji, zm. 17 stycznia 1947 r. w więzieniu w Moskwie) – rosyjski wojskowy pochodzenia czerkieskiego, dowódca tzw. "Dzikiej" Dywizji Kawalerii podczas wojny domowej w Rosji w latach 1917-1921, biały emigrant polityczny, jeden z działaczy i wojskowych współpracujących z Niemcami podczas II wojny światowej
Pochodził z książęcego rodu. Ukończył korpus kadetów i akademię wojskową w Grodnie. Uczestniczył w tłumieniu wystąpień rewolucyjnych w latach 1905-1907. Podczas I wojny światowej służył w rosyjskiej kawalerii. Latem 1917 r. awansował do stopnia pułkownika. Na pocz. 1918 r. brał udział rzekomej "w próbie puczu" przeprowadzonej przez gen. Ławra Korniłowa jako dowódca czerkieskiego pułku kawaleryjskiego. 25 marca 1918 r. został mianowany generałem majorem i jednocześnie głównodowodzącym siłami białych na obszarze Kubania. Jesienią tego roku objął funkcję dowódcy 2 Brygady 1 Dywizji Kawalerii, a 21 grudnia – tzw. "Dzikiej" Czerkieskiej Dywizji Kawalerii. W 1920 r. po klęsce wojsk białych i ich ewakuacji na Krym, przekroczył wraz z resztkami swojej dywizji granicę z Republiką Gruzińską za zgodą miejscowego rządu, gdzie został internowany. Następnie udał się na Krym, a stamtąd z rozkazami gen. Piotra Wrangla z powrotem na północny Kaukaz. Sformował partyzanckie oddziały do walki z bolszewikami. Po niepowodzeniach ponownie zbiegł do Gruzji.
Wiosną 1921 r. wyemigrował do Jugosławii, a następnie Francji. Na emigracji został jednym z przywódców Ludowej Partii Górali Północnokaukaskich, która walczyła o odłączenie się północnego Kaukazu od ZSRR i utworzenie Republiki Północnokaukaskiej. Był też członkiem Kaukaskiego Komitetu Niepodległościowego skupiającego przywódców gruzińskich, armeńskich, azerskich i górali kaukaskich.
Podczas II wojny światowej podjął współpracę z Niemcami, przebywając w Berlinie. Współorganizował tzw. "komitety narodowe" złożone z działaczy kaukaskich, które organizowały oddziały do walki u boku armii niemieckiej. Został członkiem Centralnego Komitetu Górali Kaukaskich. Na pocz. 1943 r. brał udział w formowaniu ochotniczej jednostki północnokaukaskiej pod nazwą Kaukasischer-Waffen-Verband der SS, przerzuconej następnie do Włoch, a potem do Jugosławii, gdzie do końca wojny walczyła z komunistycznymi partyzantami. Po kapitulacji Niemiec 8/9 maja 1945 r., dostał się w miejscowości Oberdrauburg do niewoli brytyjskiej.
29 maja w Judenburgu został wraz z innymi kaukaskimi oficerami wydany Sowietom, przy czym przekazanie Sułtana Girej-Kłycza było niezgodne z porozumieniem brytyjsko-sowieckim. Wyrokiem Sądu Najwyższego ZSRR skazano go na karę śmierci i natychmiast powieszono.